# Кристал-Лейк (Іллінойс)
Кристал-Лейк (англ. Crystal Lake) — місто (англ. city) в США, в окрузі Макгенрі штату Іллінойс. Населення — 40 269 осіб (2020).

## Географія
Кристал-Лейк розташований за координатами 42°13′57″ пн. ш. 88°20′7″ зх. д. / 42.23250° пн. ш. 88.33528° зх. д. (42.232554, -88.335331).  За даними Бюро перепису населення США в 2010 році місто мало площу 49,10 км², з яких 47,53 км² — суходіл та 1,57 км² — водойми.

### Клімат
| Клімат : Кристал-Лейк                                                    | Клімат : Кристал-Лейк | Клімат : Кристал-Лейк | Клімат : Кристал-Лейк | Клімат : Кристал-Лейк | Клімат : Кристал-Лейк | Клімат : Кристал-Лейк | Клімат : Кристал-Лейк | Клімат : Кристал-Лейк | Клімат : Кристал-Лейк | Клімат : Кристал-Лейк | Клімат : Кристал-Лейк | Клімат : Кристал-Лейк | Клімат : Кристал-Лейк |
| Показник                                                                 | Січ.                  | Лют.                  | Бер.                  | Квіт.                 | Трав.                 | Черв.                 | Лип.                  | Серп.                 | Вер.                  | Жовт.                 | Лист.                 | Груд.                 | Рік                   |
| Абсолютний максимум, °C                                                  | 16,7                  | 21,1                  | 27,8                  | 32,8                  | 33,3                  | 38,3                  | 38,3                  | 36,7                  | 35,0                  | 31,7                  | 23,9                  | 19,4                  | 38,3                  |
| Середній максимум, °C                                                    | −2,2                  | 0,6                   | 6,7                   | 14,4                  | 20,6                  | 26,1                  | 28,3                  | 27,2                  | 23,3                  | 16,7                  | 7,8                   | 0,6                   | 14,4                  |
| Середня температура, °C                                                  | −6,7                  | −3,9                  | 1,7                   | 8,3                   | 14,4                  | 20,0                  | 22,8                  | 21,7                  | 17,2                  | 10,6                  | 3,3                   | −3,9                  | 8,9                   |
| Середній мінімум, °C                                                     | −11,7                 | −8,9                  | −3,3                  | 2,2                   | 8,3                   | 13,9                  | 16,7                  | 15,6                  | 10,6                  | 4,4                   | −1,7                  | −8,3                  | 3,3                   |
| Абсолютний мінімум, °C                                                   | −32,8                 | −30                   | −22,2                 | −11,7                 | −2,2                  | 2,2                   | 7,2                   | 4,4                   | −1,7                  | −7,8                  | −21,7                 | −31,1                 | −32,8                 |
| ------------------------------------------------------------------------ | --------------------- | --------------------- | --------------------- | --------------------- | --------------------- | --------------------- | --------------------- | --------------------- | --------------------- | --------------------- | --------------------- | --------------------- | --------------------- |
| Джерело: http://www.intellicast.com/Local/History.aspx?location=USIL0280 |                       |                       |                       |                       |                       |                       |                       |                       |                       |                       |                       |                       |                       |

## Демографія
Згідно з переписом 2010 року, у місті мешкали 40 743 особи в 14 421 домогосподарстві у складі 10 551 родини. Густота населення становила 830 осіб/км².  Було 15176 помешкань (309/км²).
Расовий склад населення:
| - 90,2 % — білих - 2,5 % — азіатів - 1,0 % — чорних або афроамериканців - 0,4 % — корінних американців - 4,1 % — осіб інших рас |

До двох чи більше рас належало 1,8 %. Частка іспаномовних становила 11,7 % від усіх жителів.
За віковим діапазоном населення розподілялося таким чином: 28,1 % — особи молодші 18 років, 61,9 % — особи у віці 18—64 років, 10,0 % — особи у віці 65 років та старші. Медіана віку мешканця становила 37,0 року. На 100 осіб жіночої статі у місті припадало 97,5 чоловіків;  на 100 жінок у віці від 18 років та старших — 94,2 чоловіків також старших 18 років.
Середній дохід на одне домашнє господарство  становив 95 343 долари США (медіана — 81 509), а середній дохід на одну сім'ю — 108 560 доларів (медіана — 95 046). Медіана доходів становила 65 385 доларів для чоловіків та 46 651 долар для жінок. За межею бідності перебувало 6,6 % осіб, у тому числі 8,4 % дітей у віці до 18 років та 6,7 % осіб у віці 65 років та старших.
Цивільне працевлаштоване населення становило 21 632 особи. Основні галузі зайнятості: освіта, охорона здоров'я та соціальна допомога — 18,3 %, виробництво — 14,0 %, науковці, спеціалісти, менеджери — 12,9 %, роздрібна торгівля — 12,8 %.